# Kent Ekholm
Kent Ekholm är en svensk armborstskytt i klassen Field. Genom åren har det blivit flera svenska rekord och inofficiella mästerskapstitlar.

## Meriter
- SM-guld i field 2006 (utomhus)
- SM-guld i field  (inofficiellt) 2005 (utomhus)
- 2007 var han rankad som nr 3 i klassen field enligt armborst.se

## Satta svenska rekord
- 284p 30 pilar på 35m på en 60cm tavla (2006-07-02)
- 284p 30 pilar på 45m på en 60cm tavla (2007-06-30)
- 280p 30 pilar på 50m på en 60cm tavla (2006-08-26)
- 276p 30 pilar på 50m på en 60cm tavla (2006-07-01) (SLAGET 2006-08-26 av Kent Ekholm själv)
- 273p 30 pilar på 65m på en 60cm tavla (2006-07-01)
- 793p 30 pilar på vardera 45,55 & 65m på en 60cm tavla (2007-06-30) (SLAGET 2006-07-01 av Eric Szanto)